# Peter Wessel Zapffe
Peter Wessel Zapffe (Tromsø, 18 dicembre 1899 – Asker, 12 ottobre 1990) è stato uno scrittore e filosofo norvegese.
Si fece conoscere per la sua visione pessimistica e fatalista dell'esistenza umana, nonché antinatalistica e nichilista. Le sue idee fondamentali riguardo al problema dell'esistenza sono riportate nel saggio esistenzialista L'ultimo messia (Den sidste Messias 1933), che altro non è che una versione più breve del suo ben più conosciuto trattato filosofico Sul tragico (Om det tragiske 1941). Chiamò la sua scuola di pensiero biosofia. Le sue idee sono la base di partenza del saggio La cospirazione contro la razza umana di Thomas Ligotti, il quale dedica l'opera proprio in memoria del filosofo. Al contrario di Ligotti, Zapffe si autodefiniva "nichilista ma non pessimista".

## Biografia
Zappfe fu un appassionato scalatore e un prolifico autore di brevi racconti umoristici sull'alpinismo e altre avventure, mostrando un precoce interesse per l'ambientalismo; un monumento a lui dedicato è presente sulla vetta del monte Snøhetta. Nel 1928 partecipò alla spedizione di Roald Amundsen in soccorso del dirigibile Italia del comandante Umberto Nobile.

## Pensiero e citazioni
(Peter Wessel Zapffe)
Nella sua opera Zapffe sostiene che gli uomini nati con sovrasviluppata capacità di comprensione e di autocoscienza non si sposano con il disegno della natura. L'umano affaccendarsi per una giustificazione su questioni come la vita e la morte non possono trovare una risposta soddisfacente, perciò l'umanità ha un bisogno che la natura non può soddisfare. La tragedia, seguendo il ragionamento, è che l'uomo impiega tutto il tempo cercando di non essere umano. Quindi l'essere umano, è esso stesso un paradosso.

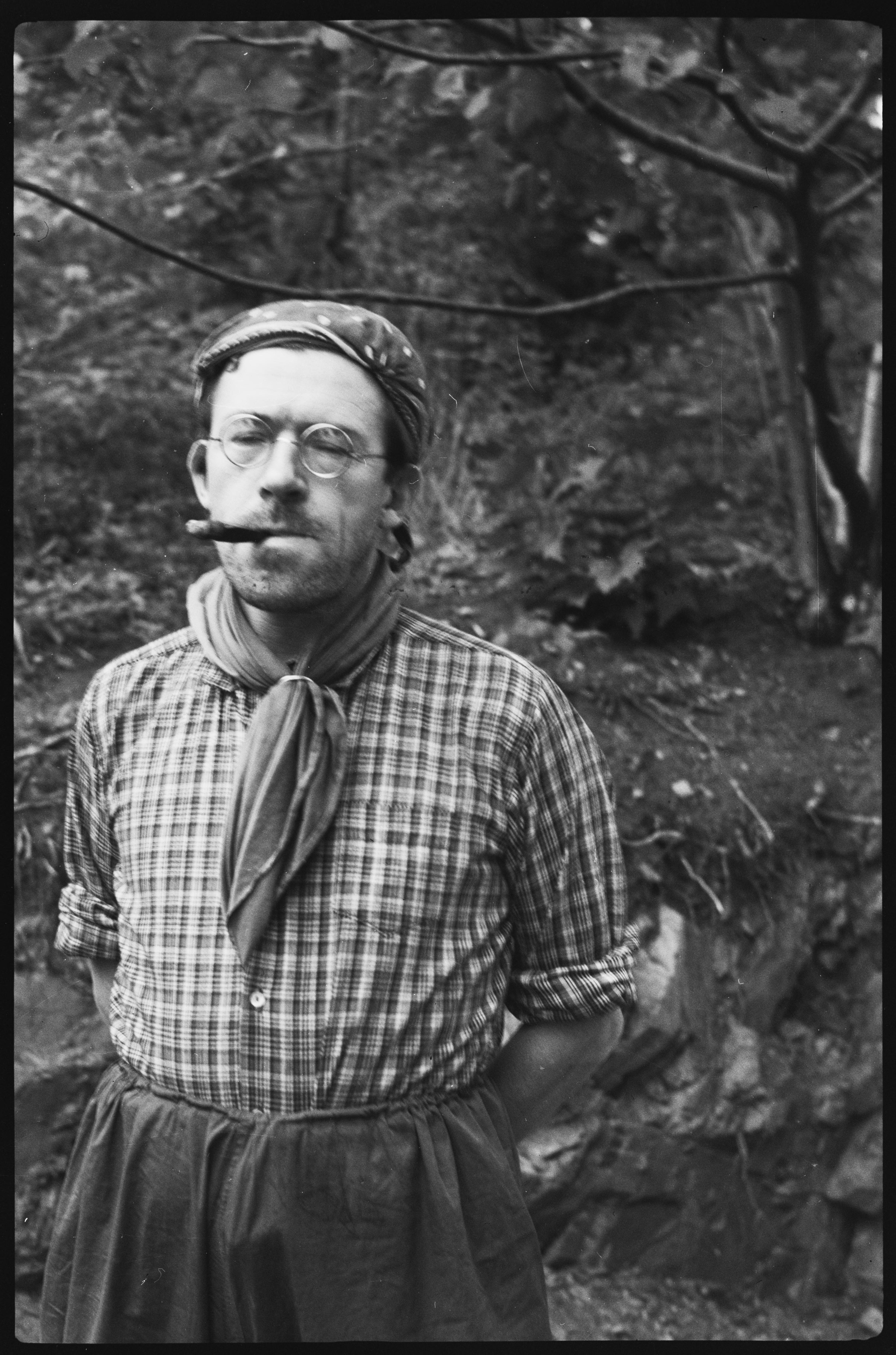
Zapffe nel 1930

Zapffe descrisse quattro meccanismi principali di difesa usati dal genere umano per evitare il paradosso suddetto:
- Isolamento. Ci si nasconde la verità. Gli individui semplicemente non ne parlano o evitano di pensarci.
- L'ancoraggio. Meccanismo che si basa su ciò che gli uomini danno per scontato. L'essere umano sarebbe così "ancorato" alle presunte certezze che egli ritiene di possedere.
- Distrazione. Gli individui focalizzano la propria attenzione su impressioni esterne. Tale strategia psicologica era stata già descritta da Blaise Pascal, il quale vedeva nel divertissment (distrazione), ovvero l'"oblio di sé" nelle attività quotidiane, una delle più consuete strategie che l'Uomo adotta per "non pensare" alla propria condizione esistenziale, ovvero alla propria infelicità costitutiva.
- Sublimazione. Gli individui prendono le distanze da sé stessi e dalla propria esistenza guardandola dal punto di vista estetico (meccanismo particolarmente sviluppato negli artisti). Zapffe spiega che egli stesso si avvaleva di questo metodo unitamente ad una buona dose di umorismo al riguardo della natura della vita.

Zapffe considerava l'uomo un paradosso biologico, avendo egli raggiunto una "eccedenza di coscienza" che gli ha imposto più di quanto lui potesse sopportare e gli ha instillato la consapevolezza di dover morire. L'uomo, secondo Zapffe, analizza il passato e si crea aspettative di giustizia e significato dal futuro, nutre bisogni e desideri che non può soddisfare e l'unica cosa che gli consente di continuare a esistere in quanto specie è il confronto con la realtà ma esso lo costringe a sviluppare meccanismi di difesa, che possono essere osservati sia individualmente che socialmente, nei modelli di comportamento umano. Per Zapffe, l'umanità dovrebbe interrompere questo autoinganno e la conseguenza naturale sarebbe che si astenesse dalla procreazione, causando in tale modo la sua stessa estinzione.
Diverse citazioni sono presenti nel documentario To be a Human Being – the philosopher Peter Wessel Zapffe in his 90th year (1989-90).

Secondo Thomas Ligotti:
(da La cospirazione contro la razza umana, traduzione di Luca Fusari, Il Saggiatore, 2016, pp. 43-44)

## Opere
Non esistono traduzioni dirette in italiano ma solo in inglese 
- Om det tragiske (en. On the tragic), Oslo 1941 og 1983.
- Vett og uvett. Stubber fra Troms og Nordland (en. Wits and witless) by Einar K. Aas and P.W Zapffe, Trondheim 1942.
- Den fortapte sønn, En dramatisk gjenfortælling (en. The lost son, a dramatic renarration), Oslo 1951.
- Indføring i litterær dramaturgi (en. Introduction to literary dramaturgy), Oslo 1961.
- Den logiske sandkasse (en. The logical sandpit), Oslo 1965.
- Essays og epistler, 1967
- Barske gleder, 1969
- Lyksalig pinsefest (en. Blissful Pentecost), Oslo 1972.
- Hos doktor Wangel (en. With dr. Wangel), by Ib Henriksen (pseudonym.), Oslo 1974. Play.
- Rikets hemmelighet (en. The secret of the kingdom), Oslo 1985.
- Hvordan jeg blev så flink, 1986